# Saint-André-de-la-Roche
Pour les articles homonymes, voir Saint-André et Roche.
Saint-André-de-la-Roche  est une commune française située dans le département des Alpes-Maritimes, en région Provence-Alpes-Côte d'Azur. À compter du 4 février 2001, Saint-André-de-Nice devient Saint-André-de-la-Roche.
Ses habitants sont appelés les Saint-Andréens.

## Géographie

### Localisation
Commune périurbaine au nord de Nice, entre le quartier de l’Ariane et la commune de Falicon.

### Géologie et relief
Saint-André-de-la-Roche est situé entre la colline de Cimiez et celle de l'Abadie.

### Sismicité
Commune située dans une zone de sismicité moyenne,.

### Hydrographie et les eaux souterraines
Cours d'eau sur la commune ou à son aval :
- torrent le paillon,
- Le village est traversé par ruisseau la Banquière, un affluent du Paillon.

Saint-André-de-la-Roche dispose de la station d'épuration intercommunale de Nice d'une capacité de 650 000 équivalent-habitants.

### Climat
Pour des articles plus généraux, voir Climat de Provence-Alpes-Côte d'Azur et Climat des Alpes-Maritimes.
En 2010, le climat de la commune est de type climat méditerranéen altéré, selon une étude du Centre national de la recherche scientifique s'appuyant sur une série de données couvrant la période 1971-2000. En 2020, Météo-France publie une typologie des climats de la France métropolitaine dans laquelle la commune est exposée à un climat méditerranéen et est dans la région climatique  Var, Alpes-Maritimes, caractérisée par une pluviométrie abondante en automne et en hiver (250 à 300 mm en automne), un très bon ensoleillement en été (fraction d’insolation > 75 %), un hiver doux (8 °C) et peu de brouillards. 
Pour la période 1971-2000, la température annuelle moyenne est de 15,6 °C, avec une amplitude thermique annuelle de 15,3 °C. Le cumul annuel moyen de précipitations est de 804 mm, avec 6 jours de précipitations en janvier et 2,2 jours en juillet. Pour la période 1991-2020, la température moyenne annuelle observée sur la station météorologique de Météo-France la plus proche, « Nice », sur la commune de Nice à 5 km à vol d'oiseau, est de 16,3 °C et le cumul annuel moyen de précipitations est de 791,3 mm. 
La température maximale relevée sur cette station est de 37,7 °C, atteinte le 1er août 2006 ; la température minimale est de −7,2 °C, atteinte le 9 janvier 1985,,. 
| Mois                                  | jan.            | fév.            | mars          | avril          | mai            | juin            | jui.            | août            | sep.            | oct.            | nov.           | déc.            | année     |
| ------------------------------------- | --------------- | --------------- | ------------- | -------------- | -------------- | --------------- | --------------- | --------------- | --------------- | --------------- | -------------- | --------------- | --------- |
| Température minimale moyenne (°C)     | 5,8             | 6,1             | 8,3           | 10,8           | 14,5           | 18,1            | 20,8            | 21,1            | 17,7            | 14              | 9,7            | 6,6             | 12,8      |
| Température moyenne (°C)              | 9,5             | 9,8             | 11,8          | 14,1           | 17,7           | 21,4            | 24,1            | 24,5            | 21,2            | 17,5            | 13,3           | 10,3            | 16,3      |
| Température maximale moyenne (°C)     | 13,3            | 13,5            | 15,4          | 17,4           | 21             | 24,7            | 27,5            | 27,9            | 24,8            | 21              | 17             | 14,1            | 19,8      |
| Record de froid (°C) date du record   | −7,2 09.01.1985 | −5,8 10.02.1986 | −5 06.03.1971 | 2,9 10.04.1970 | 3,7 02.05.1945 | 8,1 06.06.1969  | 11,7 10.07.1969 | 11,4 14.08.1948 | 7,6 27.09.1972  | 4,2 30.10.1950  | 0,1 22.11.1998 | −2,7 03.12.1973 | −7,2 1985 |
| Record de chaleur (°C) date du record | 22,5 20.01.12   | 25,8 14.02.1990 | 26,1 02.03.07 | 26,1 08.04.22  | 31,4 27.05.22  | 36,8 29.06.1945 | 37 25.07.15     | 37,7 01.08.06   | 33,9 07.09.1962 | 29,9 11.10.1981 | 25,4 04.11.04  | 22 23.12.1954   | 37,7 2006 |
| Ensoleillement (h)                    | 1 567           | 1 661           | 218           | 2 292          | 2 709          | 3 098           | 3 493           | 3 232           | 2 498           | 1 911           | 1 515          | 1 452           | 27 605    |
| Précipitations (mm)                   | 73,5            | 53,6            | 51            | 68,8           | 40,3           | 35,7            | 13,6            | 17,2            | 81              | 127,9           | 138,4          | 90,3            | 791,3     |

| Diagramme climatique                                  |             |           |              |            |              |              |              |            |           |            |             |
| J                                                     | F           | M         | A            | M          | J            | J            | A            | S          | O         | N          | D           |
| 13,35,873,5                                           | 13,56,153,6 | 15,48,351 | 17,410,868,8 | 2114,540,3 | 24,718,135,7 | 27,520,813,6 | 27,921,117,2 | 24,817,781 | 2114127,9 | 179,7138,4 | 14,16,690,3 |
| Moyennes : • Temp. maxi et mini °C • Précipitation mm |             |           |              |            |              |              |              |            |           |            |             |

Les paramètres climatiques de la commune ont été estimés pour le milieu du siècle (2041-2070) selon différents scénarios d'émission de gaz à effet de serre à partir des nouvelles projections climatiques de référence DRIAS-2020. Ils sont consultables sur un site dédié publié par Météo-France en novembre 2022.

### Voies de communications et transports

#### Voies routières
L'autoroute A8 est proche de l'entrée de la commune et permet notamment d'aller vers Monaco, Menton et l'Italie.
Située à 15 minutes du cœur de la ville niçoise, elle est donc également à proximité de la mer et de la promenade des Anglais.

#### Transports en commun
Transport en Provence-Alpes-Côte d'Azur
- Commune desservie par le réseau Lignes d'Azur.
- Créabus : le transport à la demande[13].

### Intercommunalité
Commune membre de la Métropole Nice Côte d'Azur.
Commune membre du SIVoM Val de Banquière

## Urbanisme

### Typologie
Au 1er janvier 2024, Saint-André-de-la-Roche est catégorisée grand centre urbain, selon la nouvelle grille communale de densité à 7 niveaux définie par l'Insee en 2022.
Elle appartient à l'unité urbaine de Nice, une agglomération intra-départementale dont elle est une commune de la banlieue,. Par ailleurs la commune fait partie de l'aire d'attraction de Nice, dont elle est une commune du pôle principal,. Cette aire, qui regroupe 100 communes, est catégorisée dans les aires de 200 000 à moins de 700 000 habitants,.

### Occupation des sols
L'occupation des sols de la commune, telle qu'elle ressort de la base de données européenne d’occupation biophysique des sols Corine Land Cover (CLC), est marquée par l'importance des territoires artificialisés (76,6 % en 2018), en augmentation par rapport à 1990 (26 %). La répartition détaillée en 2018 est la suivante : 
zones urbanisées (61,6 %), forêts (23,2 %), mines, décharges et chantiers (12,6 %), espaces verts artificialisés, non agricoles (2,2 %), zones industrielles ou commerciales et réseaux de communication (0,3 %), milieux à végétation arbustive et/ou herbacée (0,2 %).
L'évolution de l’occupation des sols de la commune et de ses infrastructures peut être observée sur les différentes représentations cartographiques du territoire : la carte de Cassini (XVIIIe siècle), la carte d'état-major (1820-1866) et les cartes ou photos aériennes de l'IGN pour la période actuelle (1950 à aujourd'hui).

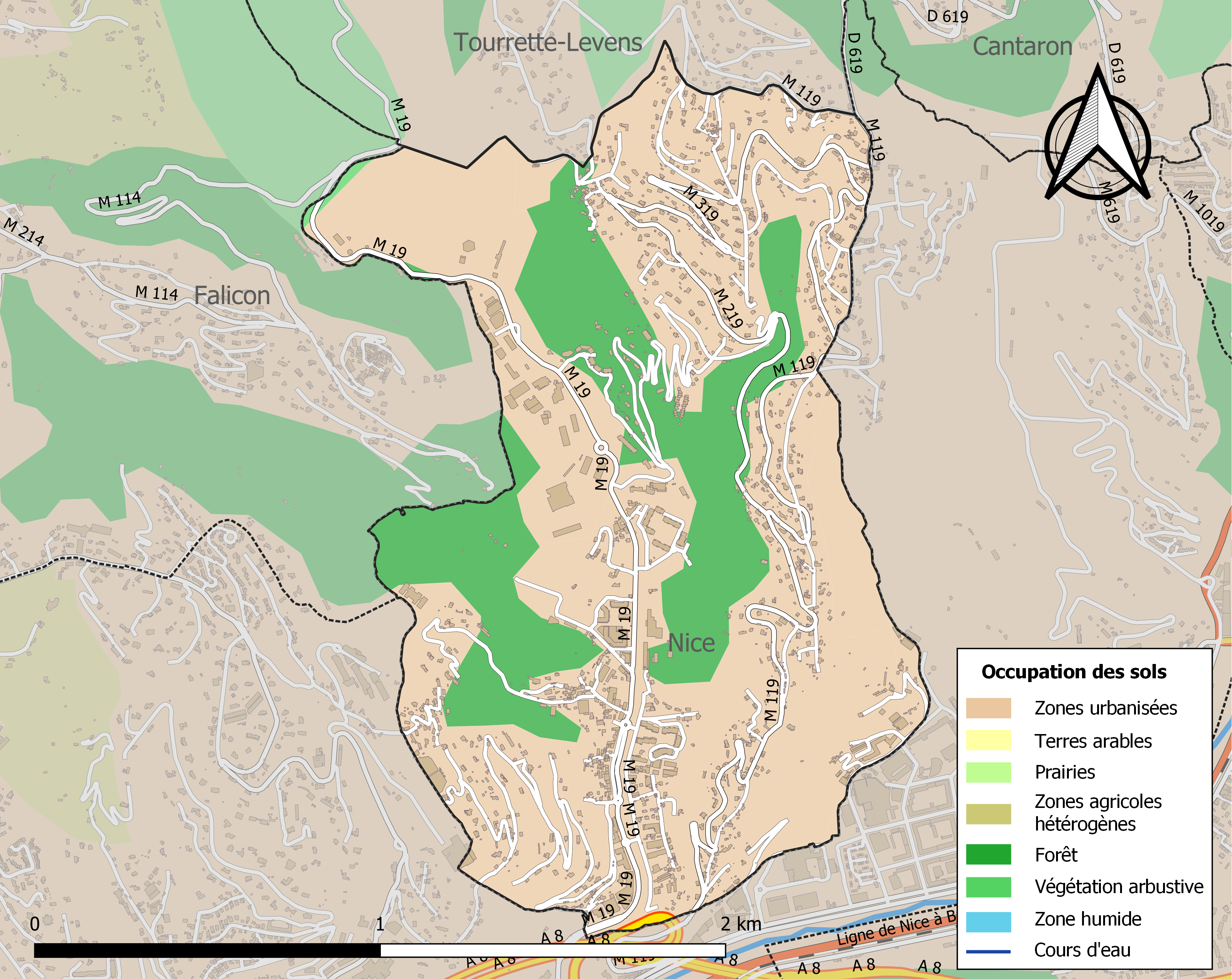
Carte de l'occupation des sols de la commune en 2018 (CLC).

### Communes limitrophes
| Tourrette-Levens | Tourrette-Levens        | Nice |
| Falicon          | Saint-André-de-la-Roche | Nice |
| Nice             | Nice                    | Nice |

### Climat
Il est de type méditerranéen, avec des températures minimales annuelles de −2 °C. Il peut parfois geler l'hiver mais ses hivers restent doux et secs. Les maximales l'été peuvent atteindre 35 °C.
Somme toute, son climat est semblable à celui de Nice, avec malgré tout 1 ou 2 degrés de moins.

## Histoire
Saint-André est mentionné une première fois dans un testament d'Odile en 999.
Saint-André appartient pour un quart à l'abbaye de Saint-Pons. Les trois autres quarts sont liés au fief de Revel qui se trouve au quartier de Tourrette (Tourrette-Levens).
Par mariage, le fief de Revel avec une partie de Saint-André est revenu aux Thaon, seigneurs de Lantosque, en 1628. Après rachat d'autres terres, le fief est devenu le comté de Revel et Saint-André au profit des Thaon qui prennent le nom de Thaon de Revel.

## Héraldique
| Blason de Saint-André-de-la-Roche | Blason  | D’azur au bouc d’or issant d'une mer d’argent ondée de sinople mouvant de la pointe, tenant dans sa gueule un serpent de sable, écaillé d’argent et tortillé en pal, accompagné en canton dextre du chef d’une étoile d’or. |
| Blason de Saint-André-de-la-Roche | Détails | Le statut officiel du blason reste à déterminer. |

## Politique et administration

### Liste des maires
| Période | Période  | Identité            | Étiquette       | Qualité |
| ------- | -------- | ------------------- | --------------- | --- |
| 1865    | 1900     | Laurent Colomas     |                 | |
| 1900    | 1911     | Antoine Viale       |                 | |
| 1911    | 1912     | Jules Vissian       |                 | |
| 1912    | 1929     | Étienne Musso       |                 | |
| 1929    | 1950     | Jules Musso         | USR             | Entrepreneur |
| 1950    | 1953     | Honoré Bonifassi    |                 | |
| 1953    | 1971     | Auguste Musso       |                 | |
| 1971    | 2020     | Honoré Colomas      | RPR puis UMP-LR | Retraité Conseiller départemental de Nice-7 (2015 → 2021) Conseiller général de Nice-XIII (1994 → 2015) Vice-président du conseil général Suppléant du député Rudy Salles (1988 → 1993) Président de l'Association des maires des Alpes-Maritimes |
| 2020    | En cours | Jean-Jacques Carlin | LC puis LR      | Ancien cadre Conseiller départemental de Nice-7 (2021 → ) |

### Budget et fiscalité 2019

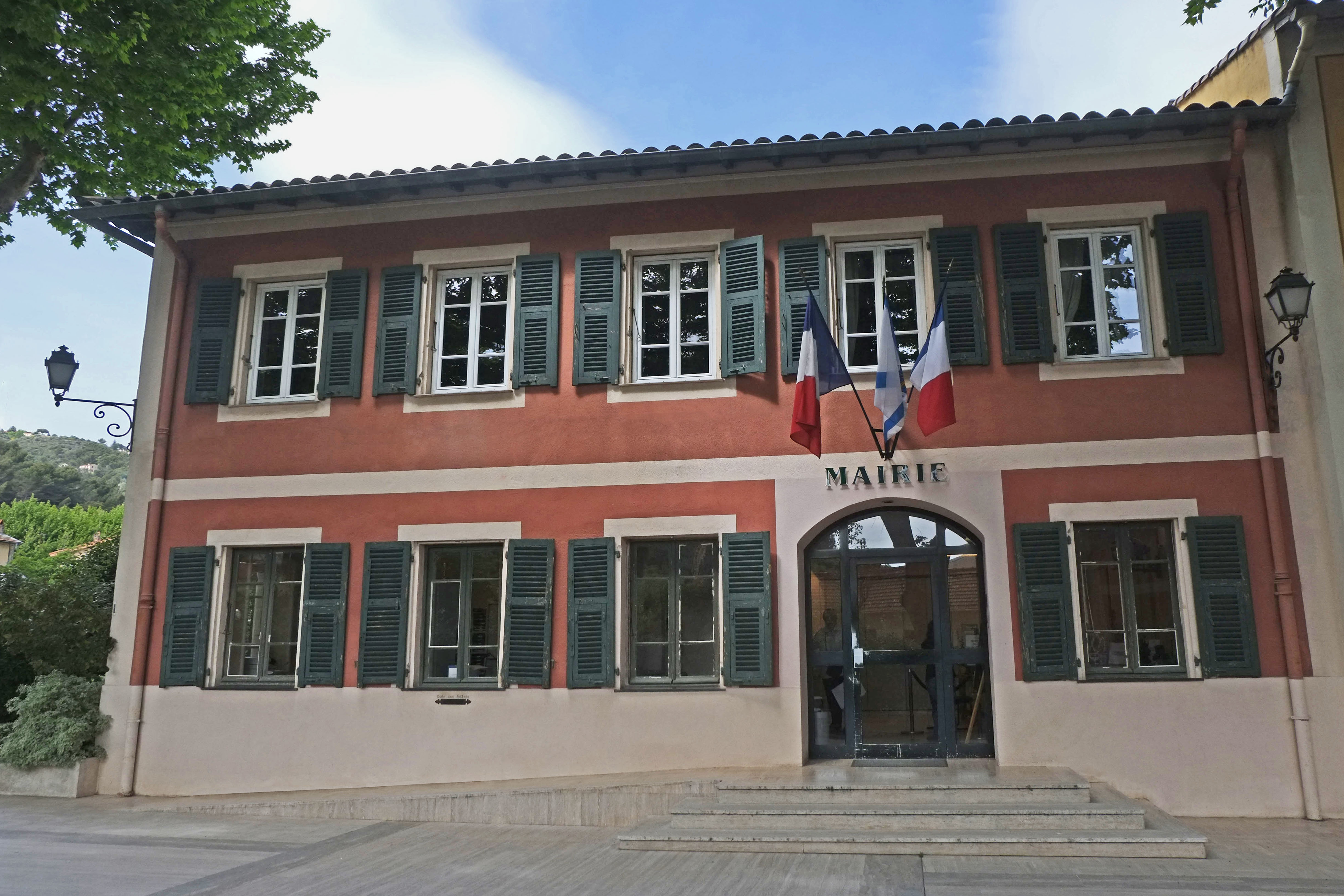
La mairie.

En 2019, le budget de la commune était constitué ainsi :
- total des produits de fonctionnement : 5 055 000 €, soit 940 € par habitant ;
- total des charges de fonctionnement : 4 547 000 €, soit 845 € par habitant ;
- total des ressources d'investissement : 3 138 000 €, soit 583 € par habitant ;
- total des emplois d'investissement : 2 577 000 €, soit 479 € par habitant ;
- endettement : 5 328 000 €, soit 993 € par habitant.

Avec les taux de fiscalité suivants :
- taxe d'habitation : 12,25 % ;
- taxe foncière sur les propriétés bâties : 11,96 % ;
- taxe foncière sur les propriétés non bâties : 18,08 % ;
- taxe additionnelle à la taxe foncière sur les propriétés non bâties : 0,00 % ;
- cotisation foncière des entreprises : 0,00 %.

Chiffres clés Revenus et pauvreté des ménages en 2017 : médiane en 2017 du revenu disponible, par unité de consommation : 20 630 €.

## Population et société

### Démographie

#### Évolution démographique
L'évolution du nombre d'habitants est connue à travers les recensements de la population effectués dans la commune depuis 1793. Pour les communes de moins de 10 000 habitants, une enquête de recensement portant sur toute la population est réalisée tous les cinq ans, les populations de référence des années intermédiaires étant quant à elles estimées par interpolation ou extrapolation. Pour la commune, le premier recensement exhaustif entrant dans le cadre du nouveau dispositif a été réalisé en 2004.

En 2022, la commune comptait 5 877 habitants, en évolution de +10,06 % par rapport à 2016 (Alpes-Maritimes : +2,85 %, France hors Mayotte : +2,11 %).
| 1793 | 1800 | 1806 | 1822 | 1838 | 1848 | 1858 | 1861 | 1866 |
| ---- | ---- | ---- | ---- | ---- | ---- | ---- | ---- | ---- |
| 350  | 384  | 410  | 531  | 635  | 675  | 714  | 720  | 696  |

| 1872 | 1876 | 1881 | 1886 | 1891 | 1896 | 1901 | 1906 | 1911 |
| ---- | ---- | ---- | ---- | ---- | ---- | ---- | ---- | ---- |
| 654  | 627  | 652  | 627  | 601  | 651  | 752  | 795  | 889  |

| 1921 | 1926  | 1931  | 1936  | 1946 | 1954  | 1962  | 1968  | 1975  |
| ---- | ----- | ----- | ----- | ---- | ----- | ----- | ----- | ----- |
| 742  | 1 182 | 1 241 | 1 231 | 981  | 1 265 | 1 821 | 2 006 | 4 397 |

| 1982  | 1990  | 1999  | 2004  | 2006  | 2009  | 2014  | 2019  | 2022  |
| ----- | ----- | ----- | ----- | ----- | ----- | ----- | ----- | ----- |
| 4 264 | 4 151 | 4 122 | 4 295 | 4 561 | 4 981 | 5 467 | 5 695 | 5 877 |

### Enseignement
Établissements d'enseignements : 
- Écoles maternelles[29] et primaires,
- Collèges à Nice, La Trinité,
- Lycées à Nice, Gassin.

### Santé
Professionnels et établissements de santé :
- Médecins à Saint André de la Roche, Falicon, La Trinité, Drap,
- Pharmacies à Saint André de la Roche, La Trinité, Drap,
- Hôpitaux à Nice.

### Cultes
- Culte catholique, Paroisse Saint-Pons[31], Diocèse de Nice.

### Sécurité
La commune est classée dans son ensemble depuis 2012 en zone de sécurité prioritaire, avec renforcement des effectifs de la police nationale. En effet, la commune « souffre plus
que d’autres d’une insécurité quotidienne et d’une délinquance enracinée » et « connaît depuis quelques années une dégradation importante de ses conditions de sécurité », ce qui a été identifié comme tel par le Ministère de l'Intérieur du Gouvernement Jean-Marc Ayrault, permettant ainsi à ce territoire de bénéficier de policiers supplémentaires.

## Économie

### Entreprises et commerces

#### Agriculture
- Horticulture.
- Petite ferme pédagogique[33] de l’Abadie[34].

#### Tourisme
- Gites et chambres d'hôtes à Falicon, Tourette-Levens, La Trinité, Drap[35].

#### Commerces et services
- Commerces de proximité.
- Maison des solidarités départementales (MSD) et Protection Maternelle Infantile (PMI).

## Jumelages
- Valperga (Italie)

## Lieux et monuments
- L'église Saint-André[36].

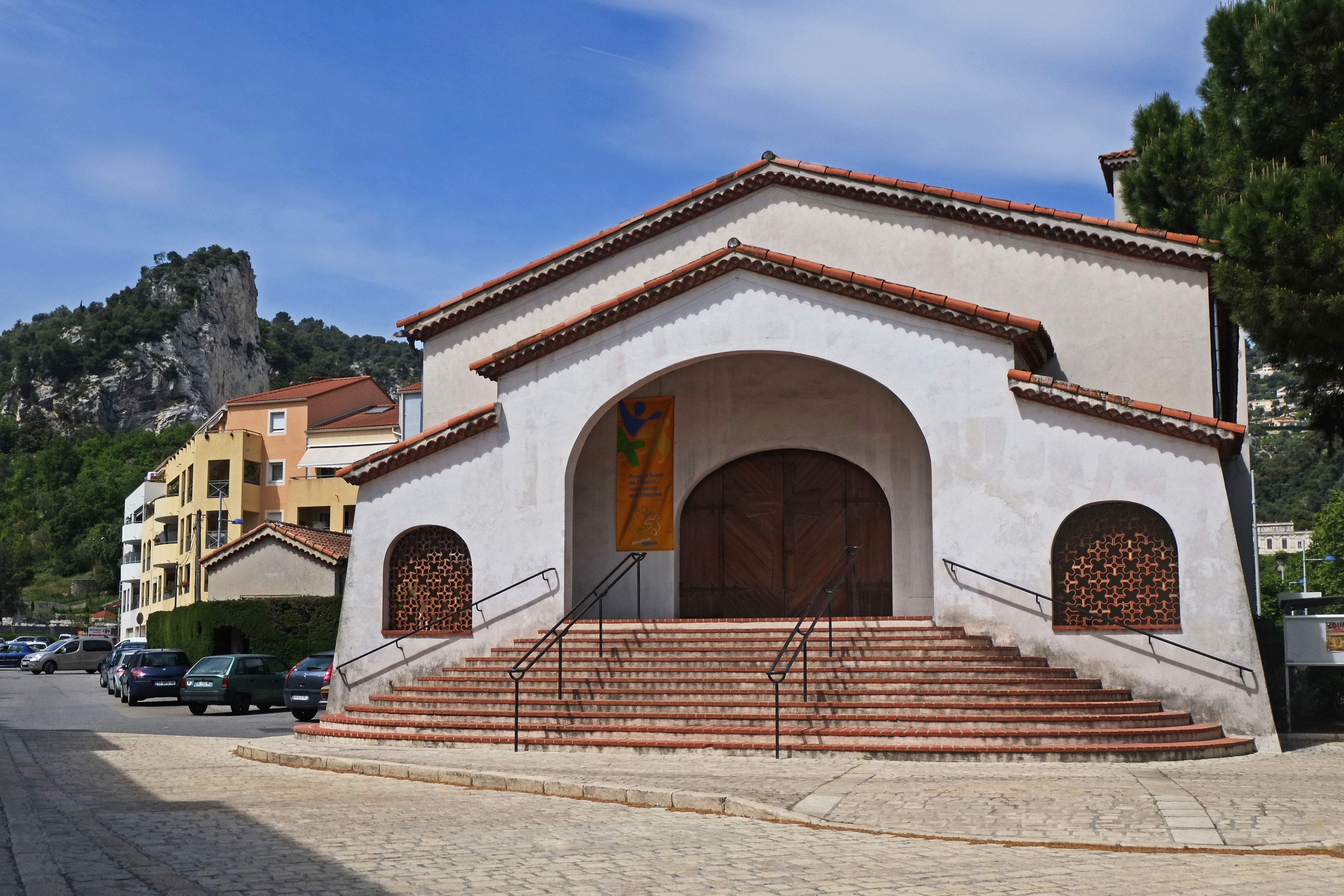
L'église.

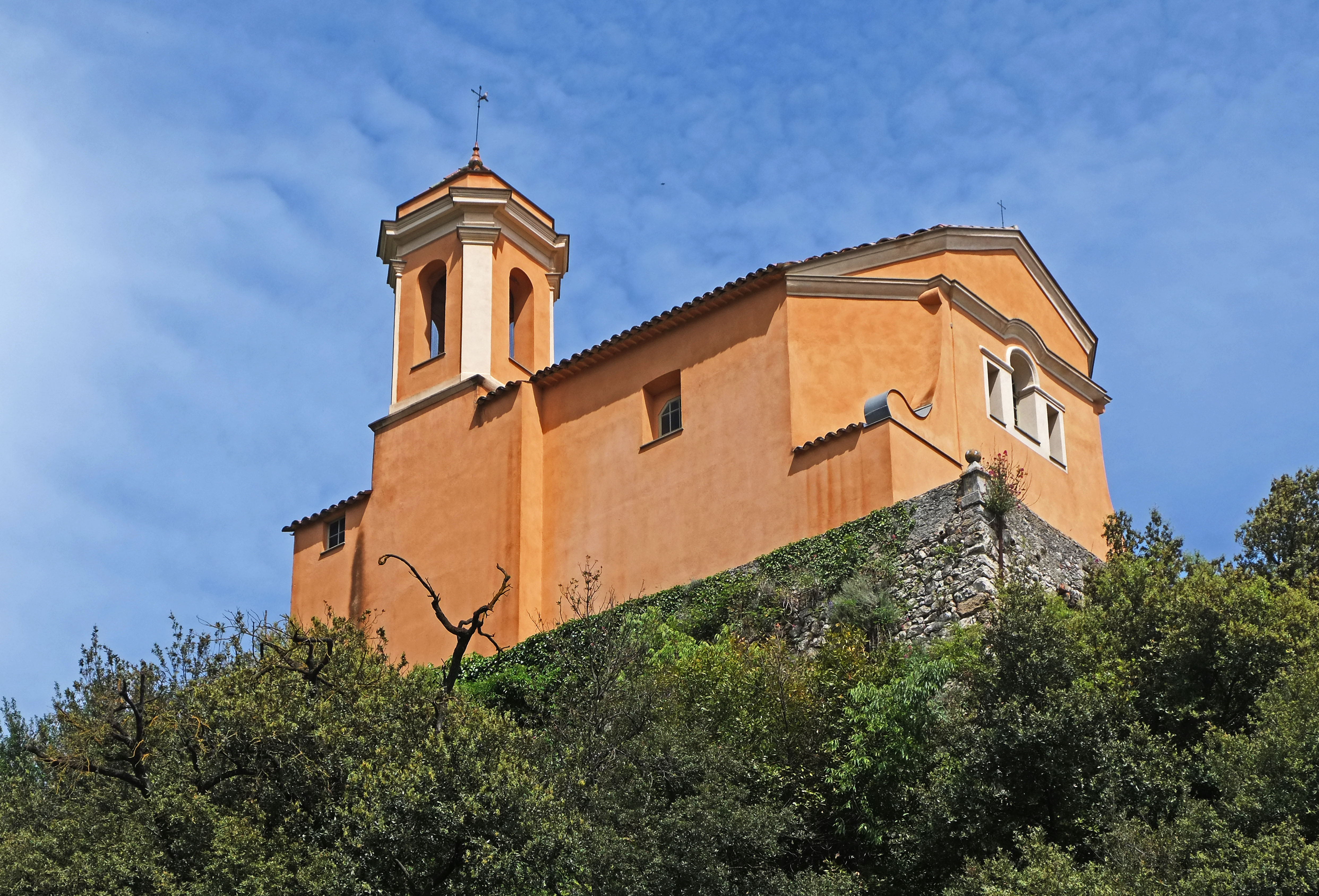
La chapelle du château.

- Le château de Saint-André[37], construit par la famille Thaon de Revel au XVIIIe siècle[38]. La chapelle du château[39] renferme des fresques qui ont été attribuées sans preuve aux Van Loo. Après le rattachement du comté de Nice à la France, en 1860, les propriétaires le vendent à l'hospice Saint-Paul.

Les façades et toitures du château et la chapelle du château ont été inscrites sur l'inventaire supplémentaire des monuments historiques. Mais le grand salon central et ses galeries latérales, le vestibule du logis d'habitation Est, le petit salon à coupole d'arabesques, le salon à sujet mythologique (le temps et la mort), le salon à décor d'architecture baroque en trompe-l’œil avec leur décor ont eux été classés au titre des monuments historiques, par arrêtés du 10 juin 1975.
- La chapelle Sainte-Claire-La-Gleia de l'Abadie[42].
- La grotte de Saint-André[43] est une arche naturelle de 50 mètres constituée par une perte du torrent de la Banquière, similaire à la perte de l'Argens dans le Var. Le pont naturel ainsi formé permet l'accès sud à la carrière de Saint-André. Près de l'entrée amont de la galerie, en rive gauche, sourd, en fonction de ses réserves, une source dont l'eau est à température constante (17-18 °C). La source est connue depuis le XIXe siècle pour la tiédeur de ses eaux.
- L'ancienne structure pyramidale était jadis située au confluent du Paillon et de la Banquière, à la sortie nord-est de Nice. D’après les anciennes photos, l’ensemble, formé de degrés pouvait mesurer entre 50 et 60 mètres de haut et environ 200 mètres de long. Transformée en carrière de pierres à partir des années 50, elle a depuis disparu et un échangeur de l’autoroute A8 a été construit à sa place[44].
- 3 moulins à farine et 2 moulins à huile[45].
- Monument aux morts[46],[47].

## Personnalités liées à la commune
- Famille Thaon de Revel.
- Ange-Marie Miniconi, résistant français, y fut instituteur au début de sa carrière. Il dirigea à Cannes, sous le nom de Commandant Jean-Marie, un important réseau de résistance durant la Seconde Guerre mondiale.